# Opus vermiculatum

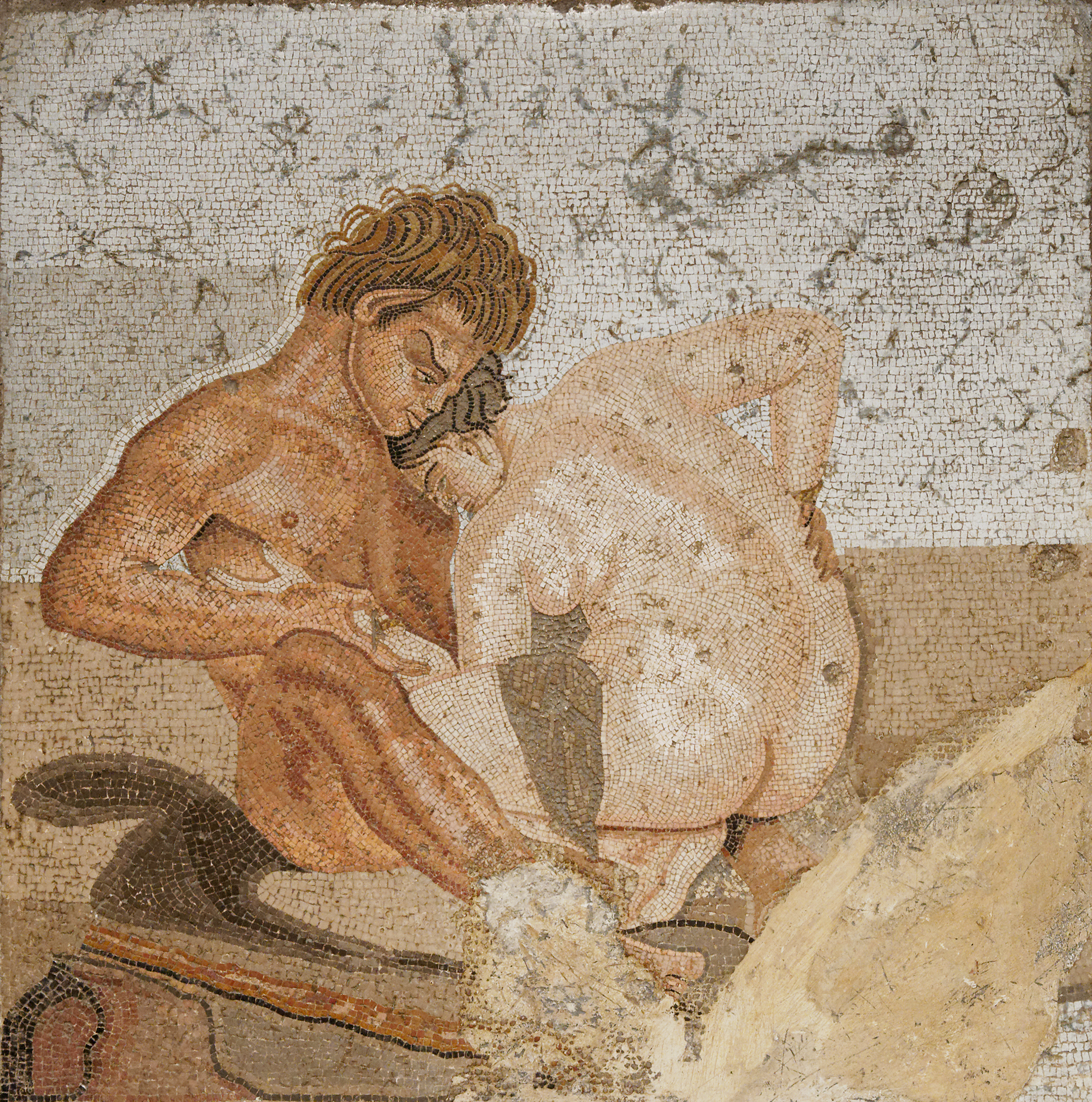
Sater en nimf in opus vermiculatum (Pompeï, Huis van de Faun)

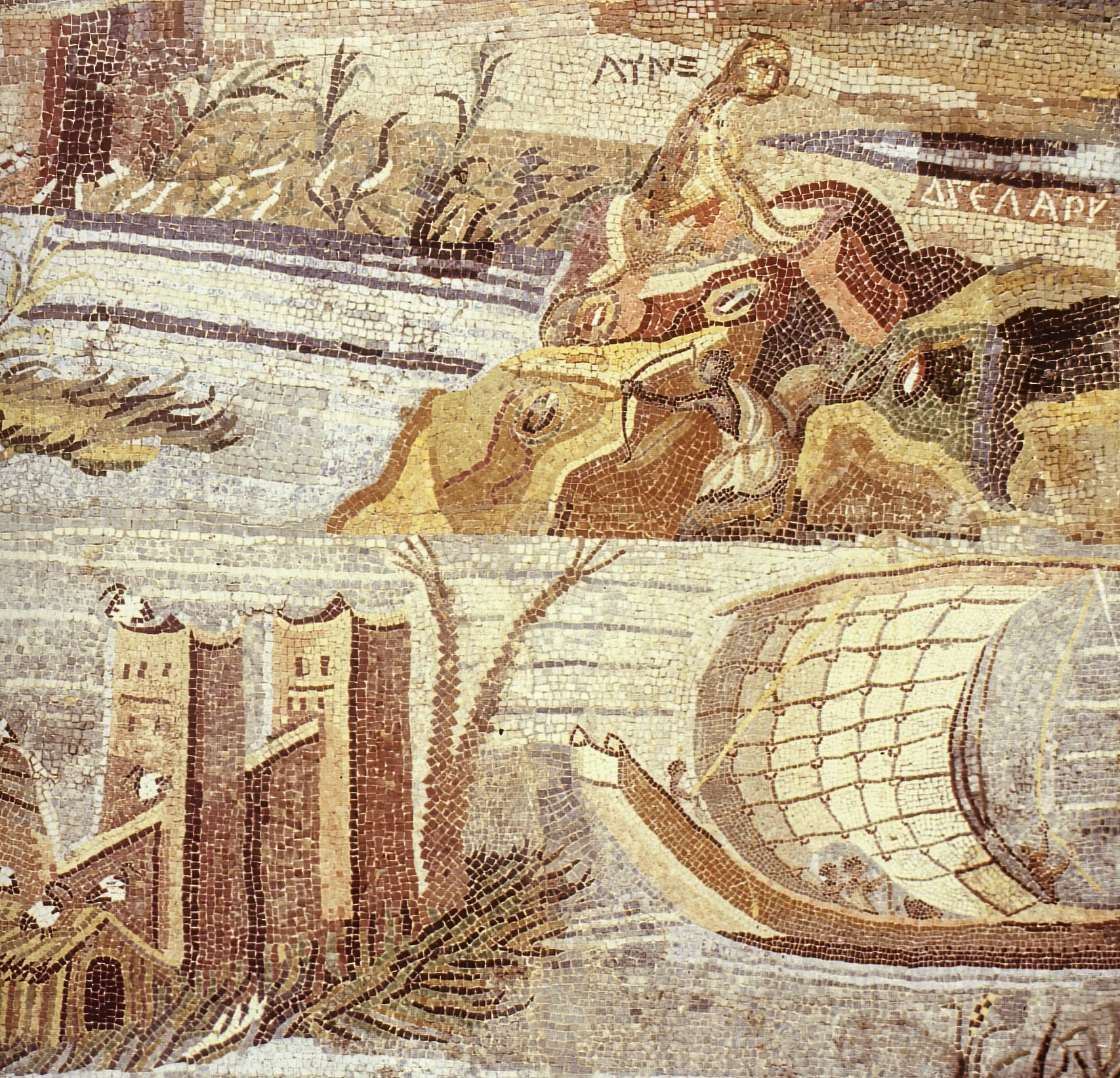
Detail uit het Nijlmozaïek van Palestrina

Opus vermiculatum (Latijn voor "wormachtig werk") is een mozaïektechniek waarbij de steentjes in golvende lijnen worden gelegd.

## Beschrijving
In deze techniek werden zeer kleine mozaïeksteentjes of tesserae gebruikt, gewoonlijk niet groter dan 4 mm. Een verschil met de meeste andere technieken is dat de gebruikte steentjes niet per se dezelfde afmetingen hebben. Ook de vorm van de steentjes varieerde; ze werden vaak specifiek voor de voorstelling gemaakt. De naam opus vermiculatum verwijst naar de meest gebruikelijke toepassing, als "wormachtige" contourlijn van een figuur in opus tessellatum-mozaïek. Deze contourlijnen zijn soms maar enkele millimeters dik.
Figuratieve mozaïeken van opus vermiculatum bestaan ook, maar zijn veel zeldzamer. Meestal werden deze in een klein paneel met een oppervlakte van minder dan 1m² gelegd, die in een mozaïek met grotere steentjes werd geplaatst. Een dergelijk paneel werd emblema genoemd. Nog zeldzamer zijn grote mozaïeken; een beroemd voorbeeld hiervan is het Nijlmozaïek van Palestrina in het Museo archeologico nazionale di Palestrina. Dit werk met zeer kleine steentjes in de stijl van landschapsschilderkunst heeft een grootte van 5,85 × 4,31 m.

## Geschiedenis
De techniek werd voor het eerst aangetroffen in hellenistische mozaïeken in de Egyptische plaatsen Thmuis en Alexandrië, die uit circa 200 v.Chr. stammen. Op het Griekse eiland Delos bestaan meerdere opus vermiculatum-mozaïeken, waarvan dat in het huis van Dionysos het bekendst is.
De Romeinen namen de techniek over en gaven er de naam aan waaronder hij nog gekend is. Het bovengenoemde Nijlmozaïek van Palestrina stamt uit circa 100 v.Chr. en uit Pompeï zijn vele voorbeelden bewaard, onder meer de befaamde Alexandermozaïek in het Huis van de Faun.
De satirische dichter Lucilius uit de 2e eeuw v.Chr. vergeleek de kunstmatige rangschikking van woorden in een literaire compositie met het leggen van een opus vermiculatum-mozaïek:

Quam lepide lexeis compostæ? ut tesserulæ omnes Arte pavimento atque emblemate vermiculato

Hoe elegant zijn deze woorden gerangschikt, allemaal als tesserae van een mozaïek, in een bestrating met vermiculaat inlegwerk
— Marcus Tullius Cicero, De oratore, III, 43, 171